# Un nuevo sol
Un nuevo sol es el nombre del sexto álbum de estudio grabado por el cantautor argentino Axel. Fue lanzado al mercado por la empresa discográfica Universal Music Latino el 9 de agosto de 2011.
El primer sencillo es «Te voy a amar», una canción romántica, lanzada en estreno mundial el lunes 6 de junio de 2011. Solo 8 días después del lanzamiento de Un nuevo sol, obtuvo los galardones de disco de oro y disco de platino por las ventas físicas del mismo, posteriormente alcanzó la certificación de doble disco de platino en Argentina.

## Grabación
Bajo la producción de Áureo Baqueiro, Juan Blas Caballero y Axel, el disco fue grabado entre Los Ángeles y Buenos Aires en los estudios Mondomix y Brava! Music. Masterizado por Tom Baker, la producción cuenta con 13 canciones que representan el espíritu de vida característico de Axel, buscando transmitir emociones y sentimientos con sus composiciones. Mostrando su faceta instrumental Axel grabó Pianos, Rhodes y varios instrumentos en cada una de las canciones.

## Lista de canciones
| Un nuevo sol |                  |                                         |          |  |
| N.º          | Título           | Escritor(es)                            | Duración |  |
| 1.           | «Un nuevo sol»   | Nicolás Cotton, Axel                    | 4:04     |  |
| 2.           | «Te voy a amar»  | David Roma, Axel                        | 4:15     |  |
| 3.           | «Pensando en ti» | Juanjo Novaira, Coti Sorokin, Axel      | 3:19     |  |
| 4.           | «Eres tú»        | David Roma, Axel                        | 3:30     |  |
| 5.           | «Todo vuelve»    | Juan Blas Caballero, David Roma, Axel   | 2:43     |  |
| 6.           | «Todo mi mundo»  | David Roma Axel                         | 3:22     |  |
| 7.           | «Sólo te pido»   | Santiago Alvarado, Juanjo Novaira, Axel | 4:03     |  |
| 8.           | «Es ella»        | Juanjo Novaira, Axel                    | 4:28     |  |
| 9.           | «Hablar de ti»   | Juanjo Novaira, Coti Sorokin, Axel      | 3:28     |  |
| 10.          | «Tú estrella»    | Nicolás Cotton, Axel                    | 4:05     |  |
| 11.          | «Sólo tu amor»   | Axel                                    | 4:05     |  |
| 12.          | «Tuyo y ajeno»   | Axel                                    | 3:41     |  |

## Sencillos
- «Te voy a amar» (2011)
- «Todo vuelve» (2011)
- «Todo mi mundo» (2012)
- «Sólo tu amor» (sencillo para la radio) (2012)
- «Pensando en ti» (2012)